# Międzynarodowe Zrzeszenie Studentów Weterynarii
Międzynarodowe Zrzeszenie Studentów Weterynarii – IVSA (ang. International Veterinary Students’ Association) – organizacja założona przez studentów weterynarii w 1951 roku w Danii. Obecnie IVSA zrzesza uczelnie weterynaryjne i studentów z całego świata, niezależnie od rasy, płci, religii czy poglądów. Istnieje, by pomagać zwierzętom i ludziom całego świata poprzez wykorzystanie zapału i poświęcenia studentów weterynarii.
Podstawowe cele organizacji:
- umożliwienie studentom rozwijanie swoich umiejętności poprzez promowanie międzynarodowej wymiany wiedzy i osiągnięć w dziedzinie weterynarii
- poprawa standardów edukacji weterynaryjnej na świecie

IVSA jest organizacją niepolityczną i niedochodową, utrzymuje się dzięki składkom członkowskim oraz pomocy sponsorów. Językiem oficjalnym IVSA jest angielski.
Zadania organizacji wypełniane są poprzez:
- Organizowanie programów wymian studenckich
- Organizowanie międzynarodowych sympozjów i kongresów.
- Publikacje
- Wspieranie uczelni weterynaryjnych, zwłaszcza w ubogich państwach
- Współpracę z profesjonalnymi organizacjami weterynaryjnymi
- Reprezentowanie interesów studentów weterynarii na forum międzynarodowym.

Działalność IVSA:
- Praktyki indywidualne
- Wymiany grupowe
- Kongresy i sympozja
- Publikacje (International Veterinary Student)
- Fundusz rozwoju najbardziej potrzebujących uczelni
- Fundusz stypendialny